# Институт креационных исследований
Институт креационных исследований (ИКИ; англ. Institute for Creation Research, ICR) — религиозная неправительственная некоммерческая организация в США, основанная в 1970 году Генри Мэдисоном Моррисом, который стал её первым президентом.
Цель деятельности института — доказать научную правильность буквального прочтения библейского повествования о сотворении мира (младоземельный креационизм). Штат ИКИ насчитывает около ста — ста тридцати специалистов как из США, так и из других стран; все они обладают учёными степенями не ниже M. Sс. (магистр наук), но не имеют каких-либо признанных достижений в эволюционной биологии. Исследования, проводимые в институте, спонсируются не из госбюджета, а из пожертвовований религиозных и общественных организаций, а также частных лиц. По мнению сотрудников ИКИ (Д. Гиш, Г. Моррис и др.), существует много фактов, подвергающих сомнению или просто опровергащих теорию эволюции (в частности, данные палеонтологии, исследования в области термодинамики).
В институте ведётся подготовка специалистов в области креационных исследований, однако ИКИ имеет аккредитацию только как религиозное, а не научное, учебное заведение. Сотрудниками ИКИ и других креационистских организаций ведётся активная пропаганда подобных взглядов среди широких слоёв населения. ИКИ практически не занимается научно-исследовательской деятельностью. Почти все публикации института являются христианской апологетикой. В одном из посвящённых деятельности ИКИ обзоров делается заключение о том, что, по причине отсутствия научной деятельности и научных публикаций, институт не может быть признан научно-исследовательской организацией.
Подавляющее большинство учёных-специалистов по прошлому Земли и Вселенной (как в самих США, так и в других странах, включая Россию) не разделяют идей креационизма и считают исследования сотрудников ИКИ не только ошибочными, но и противоречащими научной методологии.
Члены института принимают участие в большом количестве дебатов, которые обычно проводятся на территории студенческих городков, посвящённых сотворению мира/эволюции, где их оппонентами выступают учёные-эволюционисты. Самым активным участником долгое время был доктор Дуэйн Гиш, имеющий степень доктора биохимии Калифорнийского университета Беркли.